# ویتسک (فیلم ۱۹۹۴)
ویتسک (به مجاری: Woyzeck) یک فیلم بر اساس نمایش ویتسک اثر گئورگ بوشنر و به کارگردانی یانوش سس است که در سال ۱۹۹۴ منتشر شد.